# Cratere Moreux
Moreux  è un cratere sulla superficie di Marte.